# Museu de Curiositats Marineres Roig Toqués
El Museu de Curiositats Marineres Roig Toqués era ubicat a la ciutat costanera de Vilanova i la Geltrú, a la comarca del Garraf.
Va ser creat per Francisco Roig Toqués (1921-2008).
En un principi es tractava d'una col·lecció personal de peces relacionades amb el mar; amb el pas del temps, però, la col·lecció va anar augmentant i es va decidir obrir-la al públic. El museu compta amb peces de vaixells de guerra i civils, entre els quals destaquen un mascaró de proa del segle xix, una campana del destructor Sánchez Barcáiztegui de 1926 o una recopilació de més de 100 mètopes de vaixells.
El museu esdevingué notablement famós i conegut durant els anys 70, en part gràcies a un peix ensinistrat conegut popularment com la carpa Juanita. El peix treia el cap de la bassa quan Roig Toqués s'hi acostava per ser alimentada amb una cullereta i beure a galet amb un porró.
Quan va morir el seu impulsor el 2008, el museu va tancar les portes. Al 2012 l'Ajuntament de Vilanova va aprovar la creació d'un espai museístic al far de Vilanova on poder-hi ubicar la col·lecció de Roig Toqués. Finalment, al 2016 part de la col·lecció va tornar a ser visitable dins l'Espai Far, afegint a més un espai dedicat a la figura de Francisco Roig Toqués.